# 김현규 (정치인)
김현규(1937년 1월 19일~2022년 10월 21일)는 대한민국의 정치인이다. 제10·11·12대 국회의원을 지냈다.

## 역대 선거 결과
|  | 25.13% |

|  | 49.26% |

|  | 21.14% |

|  | 26.78% |

|  | 27.31% |

|  | 35.28% |

|  | 37.83% |

|  | 38.03% |

|  | 22.16% |

|  | 8.38% |

|  | 제1대 통일민주당 원내총무 1987년 5월 1일~1988년 5월 13일 | 후임 최형우 |

| 전임 이기택 | 민주당 총재 권한대행 1990년 11월 16일~1991년 2월 3일 | 후임 이기택 |